# ХТЗ-16
ХТЗ-16 (відомий також як Т-16 ХТЗ) — ерзац-танк (бронетрактор), що випускався в 1941 році, в початковий період Німецько-радянської війни, на Харківському і Сталінградському тракторних заводах. Звичайний сільськогосподарський гусеничний трактор, обшитий листами броні, зі встановленим гарматним і кулеметним озброєнням.

## Розробка і будівництво
В 1930 — 1932 роках в СРСР проводився ряд експериментів зі створення самохідних артилерійський установок для безпосередньої підтримки піхоти на базі сільськогосподарських тракторів. Було випробувано близько десятка різних дослідних зразків бронетракторів. До весни 1932 року керівництво Управління моторизації і механізації РСЧА, отримавши результати випробувань бронетракторів різних конструкцій, дійшло висновку, що зробити зі звичайного трактора повноцінну бойову машину неможливо. Одержувала в результаті техніка не могла вирішувати поставлені бойові завдання.
Після низки поразок понесених Червоною Армією влітку 1941 року і великих втрат в танках, радянським керівництвом було прийнято низку термінових заходів. 20 липня 1941 року за результатами засідання Державного комітету оборони СРСР було прийнято постанову № 219 «Про організацію виробництва двох тисяч бронетракторів». Відповідно до неї серійне виробництво бронетракторів планувалося розгорнути на двох провідних тракторобудівних підприємствах: Харківському тракторному (ХТЗ) і Сталінградському тракторному (СТЗ) заводах як побічної продукції. Одночасно на ХТЗ планувалося розгорнути виробництво легких танків Т-60, а на СТЗ — середніх танків Т-34. Проект бронетрактора доручили розробити конструкторському бюро танкового відділу московського Науково-дослідного тракторного інституту НАТІ. Передбачалося бронювати і озброювати трактори 45-мм танковими гарматами та використовувати їх як протитанкові самохідні артилерійські установки.
На початку серпня в НАТІ випробували чотири експериментальних зразки бронетракторів з 45-мм гарматами побудованих на базі тракторів 1ТМВ, СТЗ-3, СХТЗ-НАТІ і СТЗ-5. Для серійного виробництва обрали варіант на базі СТЗ-3: при бронюванні шасі трактора було посилене, а для плавності ходу на нього встановили обрезинені котки і гусениці]] з трактора СТЗ-5. Кабіна водія демонтувала, на її місце встановлювалася броньовий рубка з товщиною броні 10-25 мм. Бронетрактори озброювалися 45-мм танковою гарматою 20К зразків 1932/34/37 років. Для ближнього бою екіпаж мав кулемет ДП, який перевозився в кабіні. Гармата мала обмежені кути обстрілу — аби навести її на ціль необхідно було повертати весь трактор. При постановці на серійне виробництво машина одержала індекс ХТ3-16 (іноді проходила в документах, як Т-16 ХТЗ).
Зважаючи на те, що Сталінградський тракторний вже освоїв виробництво танків Т-34, а на ХТЗ тільки почалися роботи з підготовки до випуску Т-60, наркомом танкової промисловості Малишевим було прийнято рішення основний обсяг виробництва бронетракторов розгорнути в Харкові. Планом передбачалося виготовити до жовтня 1941 року на Харківському тракторному близько тисячі ХТЗ-16 і ще до 500 одиниць в Сталінграді. Бронедеталі для них повинен був постачати Новокраматорський машинобудівний завод. Останній, у свою чергу, отримував прокат з Маріупольського заводу імені Ілліча. Виробництво бронетракторов було розпочато в кінці серпня 1941 року, але через постійні збої з комплектуючими, так і не вийшло на великосерійний рівень.
В середині вересня 1941 року, після розгрому і оточення основного угруповання Південно-Західного фронту під Києвом, виникла загроза швидкого захоплення німецькими військами Донбасу і Харківського промислового району, де були зосереджені основні виробничі потужності
металургії і важкої промисловості в європейській частині СРСР. ДКО СРСР було прийняте рішення про евакуацію основних підприємств Східної України. До моменту евакуації Новокраматорського заводу він встиг поставити до Харкова не більше сотні бронекомплектов для тракторів, в той час як на ХТЗ вже було підготовлено понад 800 тракторних гусеничних шасі для ХТ3-16.
18 вересня 1941 року почалася евакуація цехів Харківського тракторного заводу: до кінця жовтня сумарний випуск бронетракторов в Харкові склав близько 50—60 одиниць. Сталінградський завод був завантажений виробництвом танків і не міг виробляти бронетрактори, тому кількість випущених в Сталінграді ХТЗ-16 не перевищувала 30 машин.

## Бойове застосування
Відомості про бойове застосування ХТЗ-16 обмежені. Відомо, що бронетрактори надходили на озброєння протитанкових підрозділів військових частин, які формуються в Харківському військовому окрузі. Так, в протитанкову роту 14-ї танкової бригади надійшло вісім бронетракторов ХТЗ-16, які щойно зійшли з конвеєра. Окремий дивізіон ХТЗ-16 чисельністю до 15 бронетракторов брав участь в обороні Полтави в кінці вересня 1941 року, але вони були швидко втрачені. У середині жовтня в складі Харківського гарнізону був сформований окремий бронетанковий (протитанковий) загін, який складався з 47 одиниць бронетанкової техніки застарілих типів (25 Т-27, 13 ХТЗ-16, 5 Т-26, 4 Т-35).
23—25 жовтня 1941 року в Харкові розпочалися вуличні бої. В цих боях усі машини протитанкового загону були або знищені, або кинуті при відступі. Десять машин у складі 133-ї танкової бригади взяли участь в обороні Москви. Останні ХТЗ-16 були втрачені в Харківській операції у травні 1942 року.
Основними недоліками ХТЗ-16, як і всіх бронетракторов, були низька швидкість, високий силует, слабке бронювання, погана оглядовість під час бою та нерухома гармата.
Один ХТЗ-16 зберігся до наших днів і демонструється на майданчику техніки Національного музею історії України в Другій світовій війні.

## Схожі машини

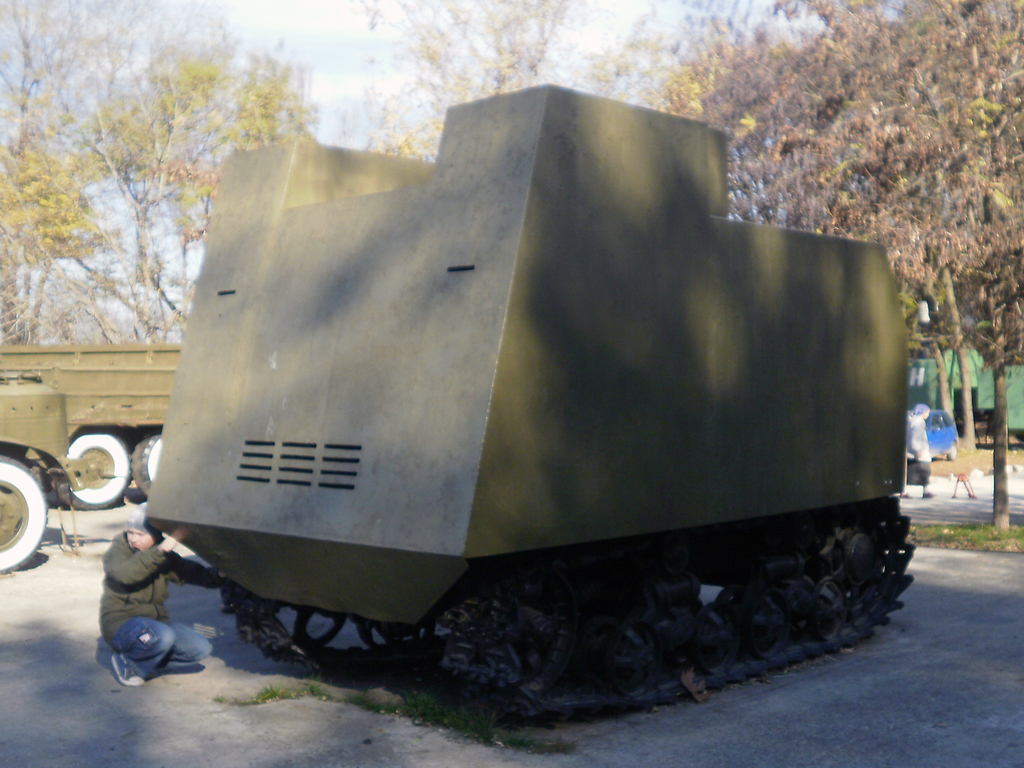
НІ-1 на меморіалі героїчної оборони Одеси

Під час оборони Одеси в 1941 році на Одеському машинобудівному заводі ім. Січневого повстання на базі тракторів СТЗ-5 було зібрано близько 60 «танків». Трактори захищалися зварними броньовими (а в ряді випадків і просто сталевими) листами, взятими на Одеському судноремонтному заводі. Озброювалися машини легкими гарматами або кулеметами в обертових баштах, причому використовувалися як башти від підбитих танків, так і саморобні конструкції. Як правило, озброєння танка становили два 7,62-мм кулемети ДТ. Після війни за цими машинами закріпилася назва НІ-1 («На переляк»), а до цього за документами вони проходили як «танк-трактор» або «броньований трактор».
У серпні 1941 року до десяти бронетракторов, на базі шасі СТЗ-5, було зроблено на Іжорському заводі в Ленінграді. Вони отримали індекс «З». Про конструкції і бойове застосування цих бронетракторів відомостей немає. Також відомо про участь імпровізованих броньованих машин при обороні Моонзундских островів. Так, з метою посилення вогневої оборони, захисники островів за власною ініціативою побудували з тракторів 4 «танки», озброєні кулеметами.
Крім того, існують уривчасті відомості про імпровізований танк, який був на озброєнні Української повстанської армії. Танк було зібрано в 1943 році в районі Ковеля — у підконтрольній УПА військовій майстерні трактор було обшито сталлю й обладнано двома кулеметами. Танк використовували в боях з польською Армією крайовою. За іншою версією, бронемашина була сконструйована з корпусу танка Т-26, встановленого на шасі трактору СТЗ-5; проте не можна виключити можливості існування й двох різних повстанських ерзац-танків.